# Юнайтед Груп
„Юнайтед Груп“ е медиен доставчик в Югоизточна Европа, който оперира както телекомуникационни платформи, така и средства за масова информация. Компанията оперира в 8 държави. В България Юнайтед Груп са собственици на Виваком, Нова Телевизия, Булсатком, радиостанциите Витоша, Веселина, Меджик ФМ и Дъ Войс, Дъ Войс ТВ, Меджик ТВ и вестниците Монитор и Телеграф.

## История
„Юнайтед Груп“ се създава през 2007 г. с регистрация в Люксембург като мултинационално дружество, при сливането на Serbia Broadband (SBB) и две компании на име Telemach – едната в Словения, а другата в Босна и Херцеговина. През 2014 г. Telemach в Черна гора става част от „Юнайтед Груп“. На 1 април 2015 г. Telemach придобива Tušmobil. Благодарение на това „Юнайтед Груп“ прави първа стъпка в предоставянето на всички далекосъобщителни услуги (стационарни, мобилни, телевизия и интернет) при домакинство.
„Юнайтед Груп“ се превръща в най-голямата платформа за алтернативна платена телевизия в страните от бивша Югославия, предоставяща телевизия, интернет, стационарна и мобилна телефония на голям брой домакинства и офиси в региона чрез своите кабелни, DTH и OTT платформи.
През 2013 г. „Юнайтед Груп“ стартира своята световна OTT платформа NetTV Plus, чрез която предоставя платена телевизия и стационарни телефонни услуги на бившата югославска диаспора. Тъй като платформите за разпространение на „Юнайтед Груп“ се развиват широко в целия регион, компанията предприема стъпка за навлизането в бизнеса с продажби на съдържание и реклама, което днес представлява „Юнайтед Медия“.
През март 2014 г. „Юнайтед Груп“ е закупена от „Колберг Кравис Робъртс“, водеща глобална инвестиционна фирма със седалище в Ню Йорк и управлявани активи на стойност 94,3 милиарда щатски долара. Европейската банка за възстановяване и развитие (ЕБВР) става съинвеститор в „Юнайтед Груп“.
През септември 2018 г. британската частна инвестиционна компания BC Partners започва процес на придобиване на мажоритарните дялове на „Юнайтед Груп“ от „Колберг Кравис Робъртс“, като компанията е оценена на 2,6 милиарда евро. Придобиването е осъществено на 4 март 2019 г.
На 24 декември 2020 г. „Юнайтед Груп“ обявява амбициите си да закупи българската „Нова Броудкастинг Груп“, като придобиването е осъществено на 22 януари 2021 г.

## Телекомуникационни платформи
„Юнайтед Груп“ е най-голямата алтернативна платформа за платена телевизия в региона на бивша Югославия, предоставяща телевизия, интернет, стационарна и мобилна телефония на голям брой домакинства и офиси в региона чрез своите кабелни, DTH и OTT платформи.
Групата предоставя услуги в четири ключови марки:
- Serbia Broadband – стационарен телефонен и интернет доставчик, доставчик на телевизионни услуги в Сърбия
- Telemach – мобилен доставчик, доставчик на стационарни телефони и интернет, доставчик на телевизионни услуги в Босна и Херцеговина, Хърватия, Черна гора и Словения
- TotalTV – регионална сателитна телевизия платформа
- NetTV Plus – OTT доставчик, обслужващ диаспората от югоизточна Европа
- Nova – гръцки мобилен доставчик, стационарен телефонен и интернет доставчик, доставчик на телевизионни услуги. Освен това притежава няколко канала – Nova Cinema, Novasports и Nova Life. Тези канали се предлагат само на абонати на сателитна телевизия. Компанията идва от сливането на Nova с Wind Hellas, която е придобита от „Юнайтед Груп“ на 16 август 2021 г.
- „Виваком България“ – български мобилен оператор, стационарен телефонен и интернет доставчик, доставчик на телевизионни услуги. Виваком е бивш национален телекомуникационен доставчик на България.

## Правни спорове и критика
Когато „Юнайтед Груп“ обявява придобиването на „Виваком“ (най-големият български телеком), компанията е добавена към списъка на ответниците по дело от „Empreno Ventures“, което оспорва собствеността на „Виваком“ и продажбата на компанията.
Когато „Виваком“ обявява, че ще купува по-малки регионални компании, се сблъска с негативната реакция от PPF, собственик на „Йеттел България“, и „А1 България“, тъй като придобиванията им стават монопол в много области в България, като Русе, Силистра, Варна, Разград и град София. „Виваком“ отрича твърденията, че монополизира пазара.